# Psary (gromada w powiecie włocławskim)
Psary – dawna gromada, czyli najmniejsza jednostka podziału terytorialnego Polskiej Rzeczypospolitej Ludowej w latach 1954–1972.
Gromady, z gromadzkimi radami narodowymi (GRN) jako organami władzy najniższego stopnia na wsi, funkcjonowały od reformy reorganizującej administrację wiejską przeprowadzonej jesienią 1954 do momentu ich zniesienia z dniem 1 stycznia 1973, tym samym wypierając organizację gminną w latach 1954–1972.
Gromadę Psary z siedzibą GRN w Psarach utworzono – jako jedną z 8759 gromad na obszarze Polski – w powiecie włocławskim w woj. bydgoskim, na mocy uchwały nr 24/17 WRN w Bydgoszczy z dnia 5 października 1954. W skład jednostki weszły obszary dotychczasowych gromad Psary, Kubłowo, Przysypka i Szczecin ze zniesionej gminy Przedecz, ponadto obszar dotychczasowej gromady Trzeszczon, a także osady Łysa Góra i Szczerkowo z dotychczasowej gromady Kromszewice oraz wieś i folwark Szczecin z dotychczasowej gromady Bogołomia, ze zniesionej gminy Chodecz, w tymże powiecie. Dla gromady ustalono 23 członków gromadzkiej rady narodowej.
Gromadę zniesiono 31 grudnia 1961, a jej obszar włączono do gromady Chodeczek w tymże powiecie.